# Lexy Denaburg
Lexy Aspen Denaburg (* 6. Juni 2001 in Cape Canaveral, Florida) ist eine US-amerikanische Beachvolleyballspielerin.

## Karriere

### Karriere Schule und Universität
Denaburg wurde an der High School im heimischen Merritt Island in jedem Jahr als Letterwinnerin sowohl im Fußball als auch im Hallenvolleyball geehrt und verdiente sich auch im Sand zwei letters. Die vielseitige Schülerin gewann 2017 und 2018 mit ihrer Mannschaft die Landesmeisterschaft im Fußball sowie im zweiten Jahr auch die Volleyballstaatssmeisterschaft. 2019 gehörte sie zum Merritt Island State Championship beach volleyball team. Sie erhielt zahlreiche weitere Auszeichnungen wie die Wahl zur Under Armour indoor volleyball All-American 2018 und zur AVCA High School Beach All-American eine Saison später, um nur die wichtigsten zu nennen.
2020 schrieb sie sich an der University of California, Los Angeles ein. Als Freshman gelangen ihr mit Linda Sparks neun Siege in zwölf Partien. In ihrem zweiten Studienjahr als Sophomore war sie schon so gut, dass sie mit Savvy Simo alle ihre Begegnungen auf Feld eins bestreiten durfte. Heraus sprangen für die beiden 28 Spielgewinne bei nur acht Niederlagen und für die Bruins das National Collegiate Athletic Association (NCAA) Finale, in dem die UCLA-Studentinnen gegen keine Geringeren als die spätere dreifache All-American Megan Kraft und Doppeleuropameisterin Tīna Graudiņa unterlagen. Als Junior war Denaburg zunächst an der Seite von Lea Honkhouse und den größeren Teil der Spielzeit von Abby Van Winkle. In 41 Spielen gingen die im Brevard County geborene Sportlerin und ihre Partnerinnen 30 Mal als Siegerinnen vom Platz. Als Senior gelang mit Maggie Boyd der hundertste Sieg und die Revanche im NCAA Endspiel gegen Kraft, die diesmal mit Delaynie Maple antrat. Der Sieg reichte jedoch auch diesmal nicht zum Titelgewinn, den sich wieder die USC Trojans sicherten. Als graduate Student erreichte Denaburg ihr drittes Finale. Zum dritten Mal hieß das Duell auf Court eins Kraft (und Maple) gegen Denaburg (und Boyd). Zum ersten Mal gab es keinen Sieger, da sich die Trojans frühzeitig ihren dritten Punkt gesichert hatten und das Match somit abgebrochen wurde. Wie in den Spielzeiten zuvor wurde Lexy Denaburg auch 2024 ins All-American First Team berufen. Sie war damit erst die fünfte Sportlerin überhaupt, die viermal diese begehrte Auszeichnung erhalten hat.

### Karriere AVP und FIVB
Ihre ersten Association of Volleyball Professionals (AVP) Turniere bestritt die Floridianerin 2021 mit der ehemaligen U21-Weltmeisterin Maria Clara Salgado. Scheiterten die beiden in Atlanta noch im letzten Durchgang der Vorausscheidung, überstanden sie in Manhattan Beach drei Qualikationsrunden und konnten auch im Hauptfeld zwei Siege für sich verbuchen, sodass sie die Veranstaltung auf dem geteilten neunten Rang beendeten. Die gleiche Platzierung erkämpfte Denaburg auch eine Saison später mit Kimberly Hildreth. 2023 stand die Athletin aus Merritt Island mit Carly Can gleich zweimal auf dem Podium bei der AVP Tour. Sowohl in Virginia Beach als auch in Hermosa Beach wurden sie Dritte. Im gleichen Jahr gewannen sie das Futures der FIVB Serie im südkoreanischen Seoul. 2024 startete Denaburg an der Seite von Deahna Kraft. Die US-Amerikanerinnen siegten beim gleichwertigen Wettbewerb in im belgischen Leuven und erreichten Platz vier beim Elite16-Turnier im brasilianischen João Pessoa.
Seit 2025 bilden Denaburg und  Julia Donlin ein Beachduo. Nach einem neunten Platz bei der World Beach Pro Tour in Yucatán verbesserten sie sich beim Challenge in Xiamen auf den geteilten fünften Platz. Ihr bis zu diesem Zeitpunkt wertvollstes gemeinsames Ergebnis bei der Weltserie erkämpften sie jedoch im Juni bei der gleichartigen Veranstaltung im polnischen Stare Jabłonki, als sie nach dem dritten Rang im Pool nacheinander die Japanerinnen Shiba / Murakami, die Deutschen Paul / Kunst und die Australierinnen Clancy / Milutinovic eliminierten und erst im Halbfinale an den Ukrainerinnen Maryna Hladun und Tetjana Lasarenko sowie im Spiel um Bronze an den Französinnen Clémence Vieira / Aline Chamereau scheiterten.

## Auszeichnungen
- 2021: AVCA All-American First Team
- 2022: AVCA All-American First Team
- 2023: AVCA All-American First Team
- 2024: AVCA All-American First Team[5]